# 地車

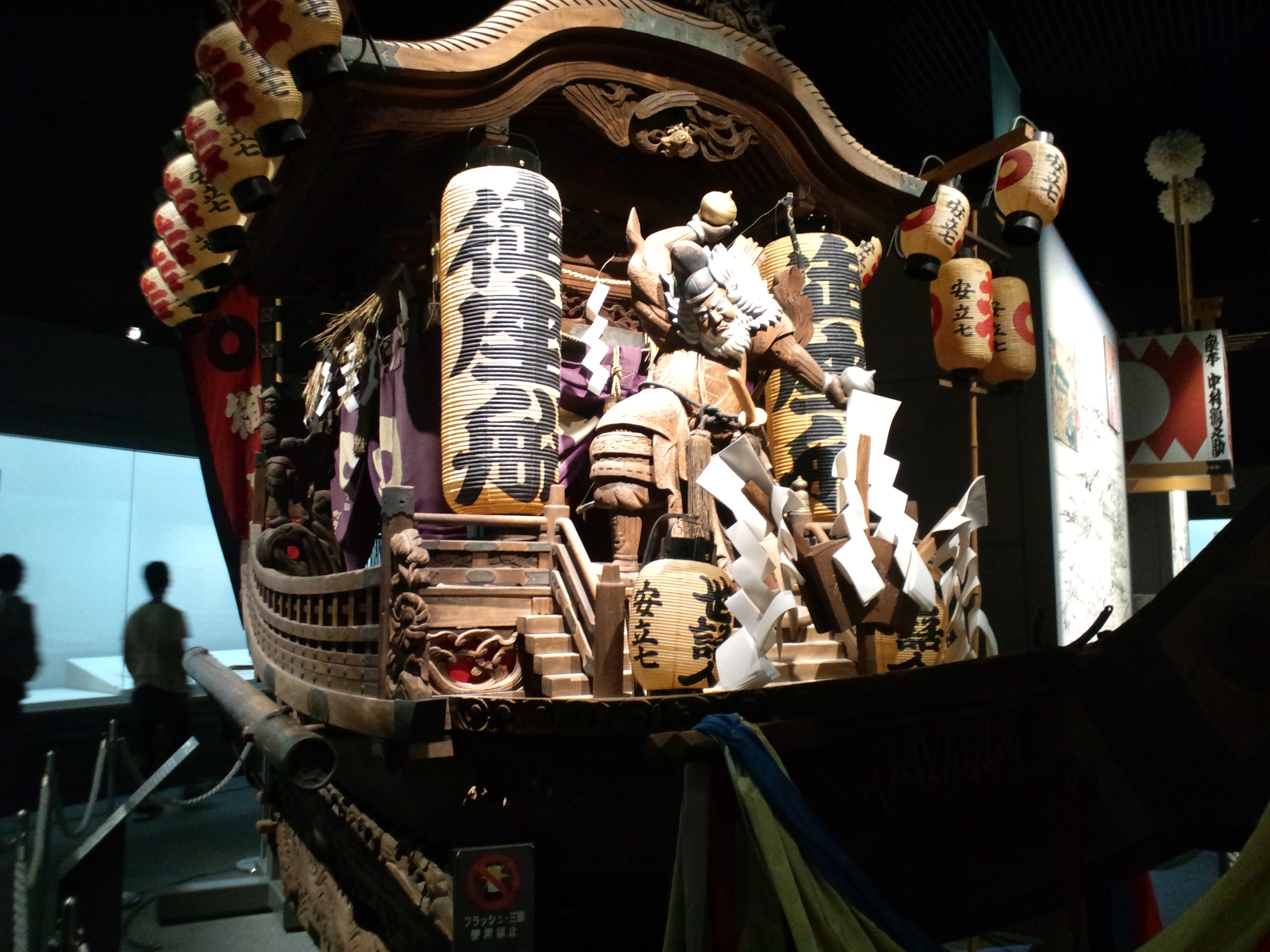
御座船地車（大阪歴史博物館）

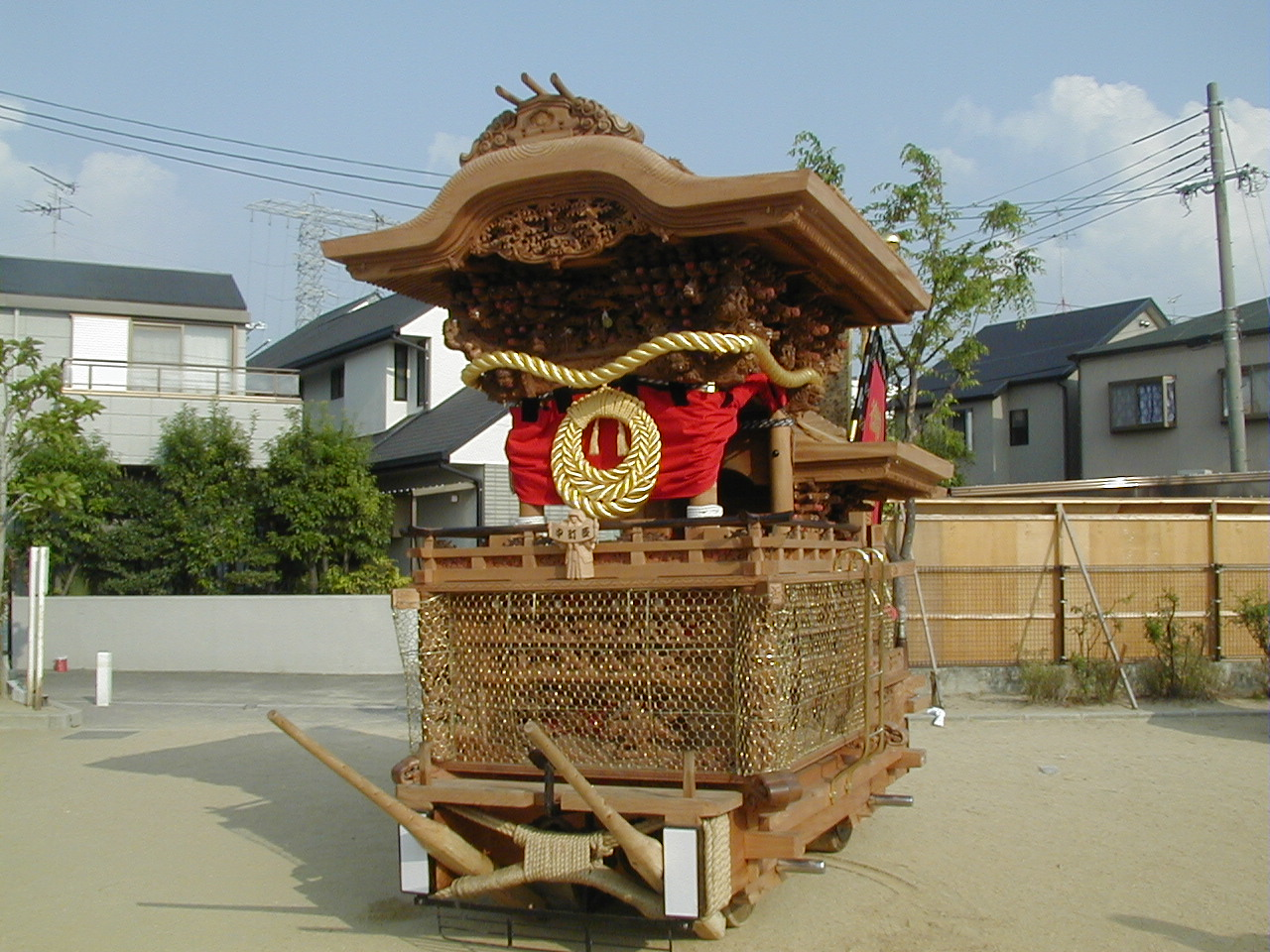
堺市中区深井中町西の下地車

地車（だんじり・だんぢり）は、神社の祭礼で用いられる屋台・「山車」の一種。主に関西地方で多く見られる。大小2つに分かれた独特の破風屋根を持つ曳き山で、多くの彫刻が組み込まれ、刺繍幕や金の綱、提灯やぼんぼり、旗・幟などの装飾が施されている。主にケヤキを用いて造られており、コマには松が用いられる。
大阪府から兵庫県南東部にかけては、だんじり（地車）といえば大屋根・小屋根(前屋根・後屋根、男屋根・女屋根と呼ぶ地域もある）からなる二段の屋根を設えた上・下地車を意味するが、大阪から離れた滋賀県や三重県、岡山県などでは、一般的には山車と呼ばれる段差のない一つ屋根で、彫刻より飾り幕による装飾を主体とした曳き屋台もだんじりと呼ばれる場合がある。なお地車を「だんじり」と読むのはあくまで俗な呼び名・当て字であり、地車の本来の読みは「じぐるま（ぢぐるま）」である。慣例的に書き言葉としては地車を用いることが多いが、地車には切妻屋根の簡素な曳き屋台や、古語では単なる四輪の運搬台車も含み、より広義的な意味を持つ。

## 概要
近畿地方の泉州・河内・摂津などの地域を中心に、近畿の広域で見ることができる。
地車祭り（だんじり祭）とは、地車と呼ばれる山車を曳く祭り、地車囃子の演奏を奉納する祭礼の総称で、大阪府・兵庫県南東部・奈良県を中心に近畿地方の各地で、夏から秋にかけて行われるものが多い。岸和田だんじり祭がよく知られている。
祭礼におけるだんじり（だんぢり）や太鼓台の運行は伝染病が流行しないことを祈願する神社の夏祭、或いは五穀豊穣、農・漁業の収穫を感謝し、豊作・豊漁を願う秋祭に曳き出される催しであり、神社・氏子・講・自治会が主体となる世話人・保存会、若中・青年団で運営されてきたものであるが、そうした由来にかかわらず、地元住民の楽しみとしてのイベント色の傾向が強くなりつつある。

## 歴史
各地車囃子のホームページ等には、豊臣秀吉による大坂城築城の際、地車囃子を奉納したという記事が頻繁に見うけられる。築城は古墳造営と同じく大規模な土木工事であるが、そこで巨岩などを運搬する際の掛け声等が、地車［地車囃子］のリズムを形成していたという。各地車囃子の保存会、講・連の中には、この説を支持している古老が少なくない。大坂築城のころには地車、および囃子が摂津国、すでにその周辺地域に定着していたとしてもよかろう（築城は畿内以外でもなされているので、この考えに矛盾点もある）。朝日放送のテレビ番組である『歴史街道』においては、「豊臣秀吉が摂州だんじり囃子を気に入った」と放送されている。さらにのち、3代将軍の徳川家光時代の寛永年間に地車の宮入が大阪天満宮で始まったという記録があり、安土桃山時代の囃子が継承されていたと考えられる。
だんじり祭りの歴史として300年以上を謳う例が多いが、江戸時代から氏神の祭礼での奉納・祝賀として、また庶民の楽しみの一環として鳴り物を乗せた屋台と共に行列が練り歩いた事例はあったとされる。それは京都祇園祭の山鉾巡行を模倣したものと言われる。しかし、今日曳行されている地車とは大きく異なる屋台であった。現代の地車の様式の原型が登場したのは江戸末期から明治にかけてと考えられる。現存する地車でも古いものほど地車の彫刻は柱、屋根廻り（枡合、車板）の龍や唐獅子牡丹、それに拝懸魚の鷲・朱雀程度で調度が簡素である。江戸末期の大坂の名所・歳時を描いた浪華百景に天神祭に宮入りする地車、摂津名所図会には坐摩神社に宮入する地車が描かれているが、そこに描かれているのは今の上地車の形態であるものの、見送りや泥幕は紅い幕でしかない。泰平の世で庶民の文化水準、経済力が向上し、加えて他町への対抗心から時代と共に地車が豪勢に変容してきている。
大阪市以北の古い地車には見送り（地車中段後方）に化粧幕を用いた型や、泥幕（地車下部）が単なる染めた幕や格子状のものが残存していたが、しかし、修復の際に彫刻の見送り（三枚板）や、泥幕に変更する例が増えている。彫り物の題材としては古いものは龍や唐獅子の外に鳳凰、麒麟、獏などの神獣や鳥獣、花鳥風月や仙人など中国の故事にちなんだ彫り物が多く見られ、時代が経つに連れてに神功皇后三韓征伐やスサノオノ尊のヤマタノオロチ退治などの神話や伝承民話ものが加わる。そして明治期の講談の流行を受けて『難波戦記』『太平記』、源平合戦などの軍記ものが好まれ、武将が主たる彫り物となり現在に至る。なお、吹田地域では修理で大きな改造がなされていない、古い様式を留めている地車が今も残っている。
幕末から昭和初期にかけては大阪市中や中河内にも少なくない地車を扱う大工や彫師が居を構えていたが、その当時からも淡路島は地車・太鼓台の産地であり、淡路から大阪に多数の地車が海を渡って来たという。

### 堺
堺における練物（屋台行列）の歴史は古く約400年前。元禄元年には開口神社氏子によって鉾が作られ、これが後のだんじりの原型だとも言われている。天文6年（1741年）に貝塚の感田神社では「堺の引きだんじりを借りるかどうか」と論議した記録が残っている。しかし、これが今のだんじりの様式かどうかは分かっていない。これらのことから堺はだんじり発祥の地とする説もあり、往時は数十台の地車が存在したことが記録されている。故に彫師の彫又こと西岡一門や地元地車大工の河村、木村一門ら、北に隣接する住吉には大源、大佐一門という大阪、堺・住吉型地車の細工職人も多く所在した。明治期までは堺においても多数の地車が祭礼に繰り出されていたが、明治28年、住吉大社夏越祓のおり、紀州街道中之町大道付近で地車同士のすれ違い時での喧嘩で殺傷事件が起る。それを契機に警察は地車の運行を禁止した。その事から堺旧市内では、日露戦争以降はふとん太鼓のみが巡行を許可されるようになる。その影響か住吉界隈の祭礼での地車の曳行も衰退していく。堺以外にも現羽曳野・河内の誉田八幡宮で初めて鳴り物を乗せた壇尻が登場したとする記録（河内名所図会・摂津名所図会）も残るが、それは花車の様な形態で現在の地車に近似した形ではない。いずれにしろ堺で発展しただんじりが他の泉州各地、およびの摂津、河内で曳行されるだんじりに与えた影響は大きい。堺で地車が禁止されると堺の地車が近畿各地に売却され、堺型地車が広く分布されるきっかけになった。
堺郊外（新堺市域）には明治期の地車禁止令から除外され、また戦火に免れた地車も残った。しかし昭和30年代の地車衰退期にその多くが売却や焼却・解体処分された。昭和50年代に入ると堺でも再び地車新調ブームが起こるが、この頃から岸和田の影響を受けた上地車（後部に下だんじり特有の後梃子が付く）、岸和田の下地車そのままの型式が増えていく。さらに平成の時代になると岸和田以外の泉州各地、堺でもやり回しが定着し、伝統的な堺型上地車より安定性の良い岸和田型の下地車の比率が多くなった。

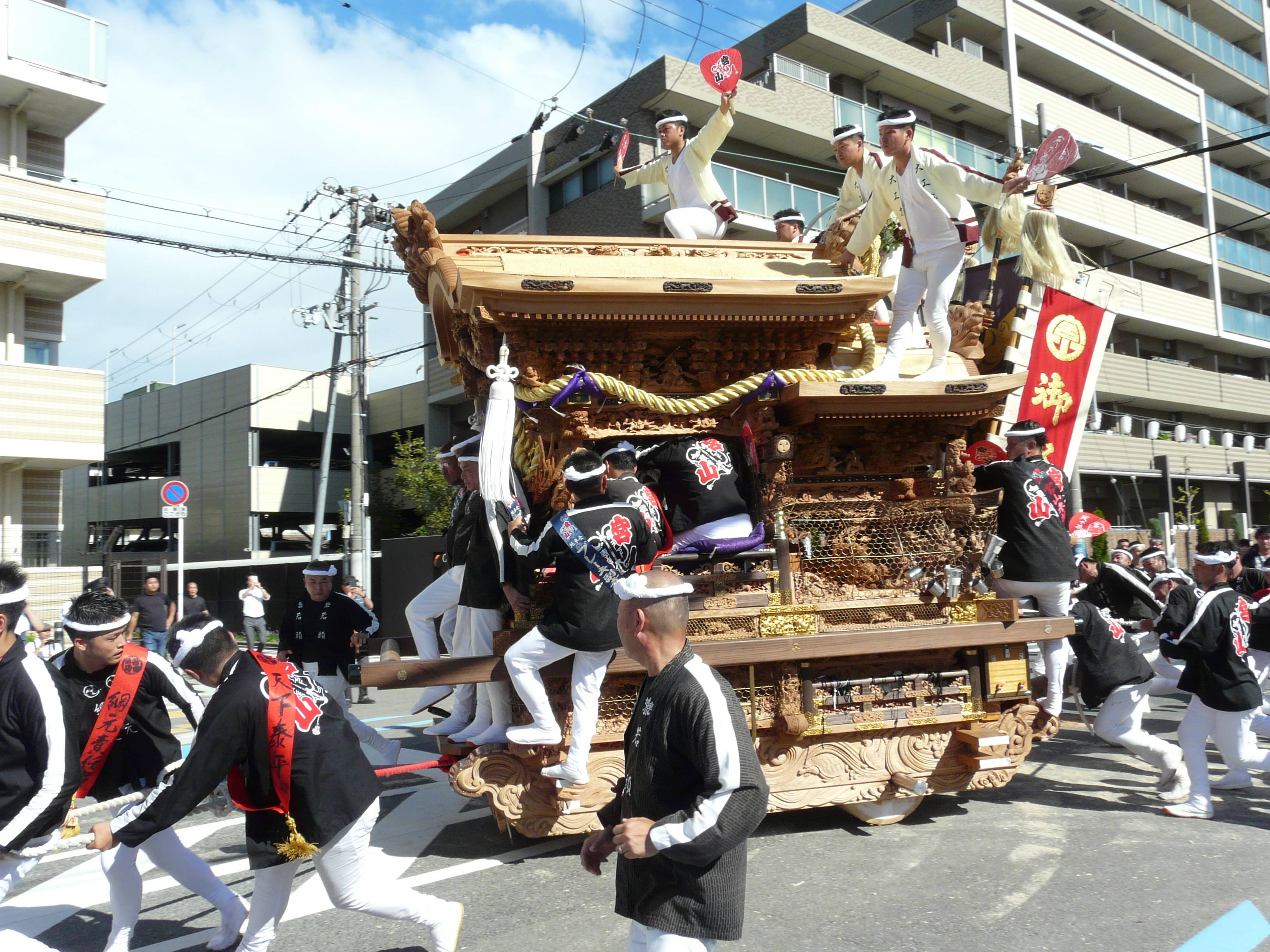
堺型上地車（堺市津久野地区）
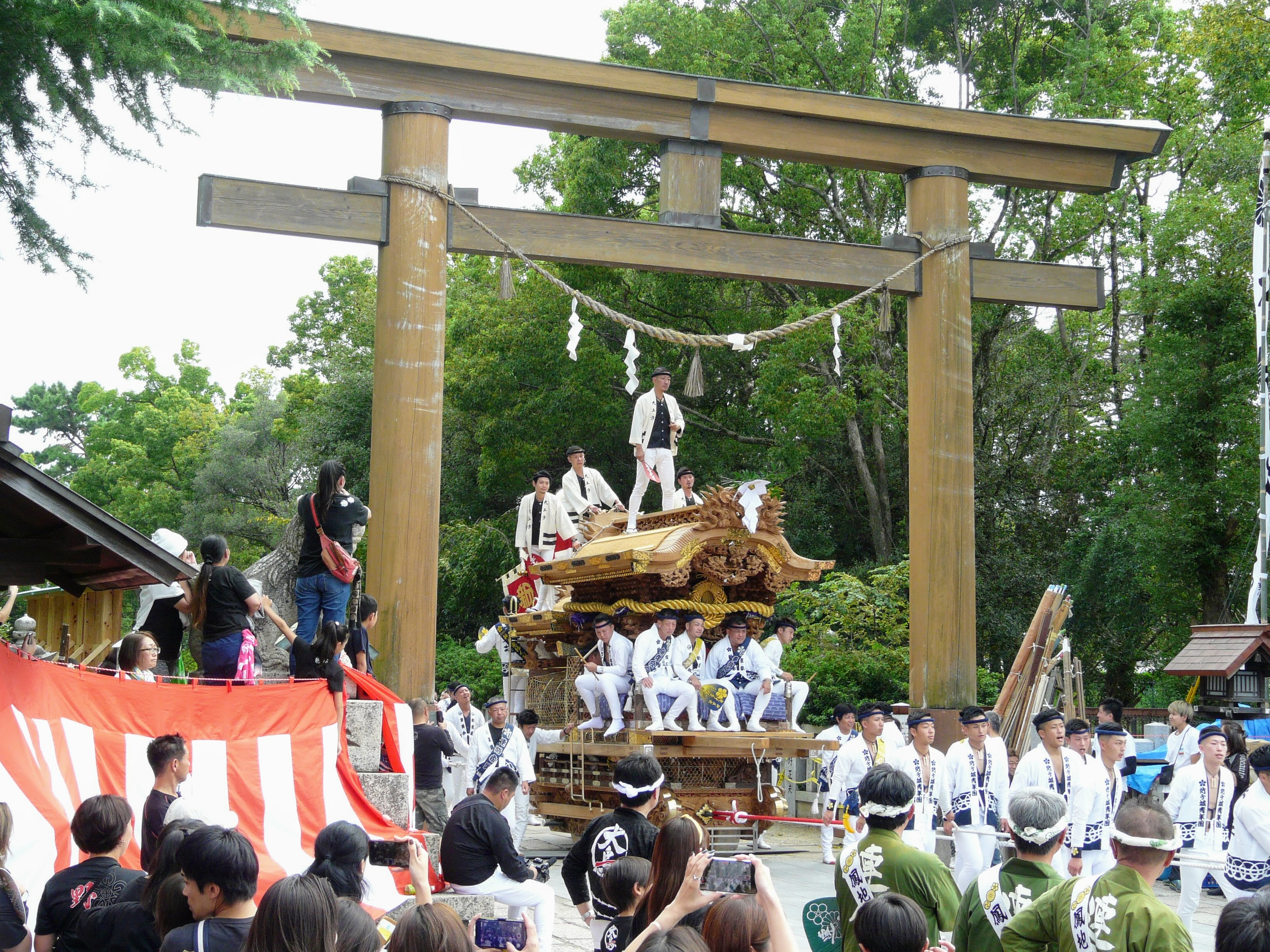
堺型上地車（大鳥大社にて）

### 大阪市中・なにわ
今でも天満界隈は地車囃子の演奏が盛んであるが、現存する地車は三つ屋根のだんじり（だんぢり）一台しかない。大阪天満宮の夏祭には享保17年（1732）に50台、最盛期の安永9年（1778年）には84台の地車（氏地以外の地車を含む）の曳行が記録されているが、天満、及び大坂三郷で地車の台数が減少した理由は定かでない。大塩平八郎の乱で焼失したという記録もある。また太平洋戦争での大阪大空襲で大阪市内中心部では多数の地車が焼失した。戦後新しく移住した住民の氏子意識や地域住民との繋がりの希薄さ、それに都心のドーナツ化現象による定住人口の減少などにより、戦後に地車が復活した例は少ない。しかし現在地車が曳行されていない地域でも、夏祭で地車囃子の奉納演奏がされる神社は少なくない。
堺とならんで環濠自治都市として栄えた平野郷の夏祭りには今でも地車が盛んに曳かれている。幕末の記録では今以上に多数の地車を各町で保有していたと記録（平野に残る壇尻番付）されている。しかし当時の地車は今日のものより簡素であったと考えられる。平野の夏祭でだんじりが曳行される以前は、鳴り物や風流人形を乗せた楽車や、担ぎ物が繰り出されていたという。この様な流れは今でも天神祭の人形を乗せた御迎え船、近畿各地の文楽人形やからくり人形が細工された山車、南河内の地車の上で俄が演じられているのに通じている。なお平野の杭全神社夏祭の本祭には地車の曳行は行われない。

### 岸和田
現在、最も盛大に地車祭りが開催されているのが岸和田である。岸和田市では受け継がれてきた伝統のだんじり祭りが次第にマスコミ等取りあげられるようになり、今では全国的知名度となっている。岸和田市の公式な広報では、岸和田のだんじり祭りの起源を元禄16年（1703年）岸和田藩主岡部長泰が京都伏見稲荷を城内三の丸に勧請し、五穀豊穣を祈願した稲荷祭りにあるとしている。だんじり（だんぢり）の曳行は町衆による神への奉納であり、宮や城が執り行う公式神事に準ずる祭礼である。当初は祭礼に俄かや狂言などの芸事を演じていたようである。その後、城下の町民が祭礼時に登城を許され、長持に車輪を付けた台車に鳴り物を乗せて神楽獅子を舞ったり、奉納相撲が行われたという。やがて小さな軽い引檀尻をこしらえ、その上に人物や風景などを模して作った飾り物を載せて曳行したと伝わる。さらに時が経ち天明5年（1785年）、岸和田城下北町の油屋治兵衛という商人が、和泉郡宇多大津村（現・泉大津市）より大型地車を購入したという記録があるが、この地車は城門を潜ることが出来なかったため、岸和田で改良された地車が製作され独自の地車の様式が発展していく。そうして現在の岸和田型の地車が完成された。なお、岸和田のだんじりの特徴である高速で走行し、停止せずに辻をいっきに回りきる「やり回し」は昭和の時代から行われるようになった。
郊外の集落では過疎や少子化の影響で地車の運行が途絶えた所も少なくないが、岸和田では旧城下町のみならず、周辺の新興住宅地も地車の新調が盛んである。新調時にそれまで保有していた地車が転売されるため、岸和田型の下地車の分布が広くなってきている。

### 泉大津
泉大津における地車の起源は和泉市の泉井上神社（和泉五総社）で行われていた飯山渡御の古例に従って穴師神社でも行われた飯ノ山だんじり（御膳だんじり）が始まりとされている。この渡御は天平14年（742年）、聖武天皇の時代に泉州一帯が旱魃飢饉に陥った際、天皇は橘諸兄に命じて米を和泉五社に供し、余りを窮民に施せと云われたことに始まる。里人達は施された米を台車に乗せ、領民に見せ懸命に雨乞いをしたという。お陰で旱魃は去り、窮地を脱した領民達が、毎年秋の収穫期に感謝を込めて、だんじりに米を盛って祝いあった。当初は唯の台車であったモノが、時を経る内に屋根が付き、注連縄を貼り、榊を飾り、台車に彫刻をし、段々豪華になり、夜中を期して町中をドーンドンドーンと太鼓を叩きながら練り歩き、夜明け前に神社に着き奉納するという、現在も変わらない神事が続いて来た。この渡御は天正年間に廃止されたが、なぜか穴師地区にだけ残り、現在も続けられている。
また、時代とともに地車は形を変えていき濱八町地区では地車同士をぶつけ合うカチアイが行われるようになった。このカチアイは堺の鳳や津久野、兵庫の宝塚などで、警察が介入するほどの激しいぶつけ合いが各地で行われてきたが、現在は濱八町地区にしか残っていない。

## 地車の型
一般に「だんじり（だんぢり）」といえば、泉州地域（和泉国。大阪府南西部）の岸和田市のだんじりが全国的に知られているが、河内地域（河内国。大阪府東部）、摂津地域（摂津国。大阪府北中部、兵庫県南東部）にもだんじりを保有しているところが数多く存在する。泉州地域では地車の装飾や、曳行自体が重要視されている。それに対して、河内地域ではそれらだけにとどまらず、地車囃子や曳き唄なども重要視されている。また、摂津地域では、大阪市南部・大阪市東部・神戸市・阪神間あたりの場合、地車の装飾、曳行、地車囃子が重要視されている。
地車の型は大きく「下地車（）」「上地車（）」の2つに大別できる。かつて岸和田城下の北町が泉大津より地車を購入したものの、城門を潜ることができなかったために改良を重ねた物が現在の下地車と呼ばれる物である。昭和中期頃まで岸和田型のだんじりはおおむね大津川以南で見られたため、京都から遠い意味で下地車と呼び、対して従来の型のだんじりを上地車と呼ぶようになったと言う。なお、だんじりの重心位置の上下に拠るとする説は俗説である。上地車（上だんじり）、下地車（下だんじり）という呼び方は昭和40年代に地車研究家の間で使われだした言葉で、戦前はその様な区別はされていない。
基本的に大阪・大阪周辺の地車は屋根、柱などの構造物、彫刻には部分的に黒や白、朱に着色されるが、その大部分は木の地のままで塗装や箔はされない。また上地車は下地車に比べて錺金具の装飾が多い。
大まかな分布として、大津川以南の岸和田周辺では、泥（土呂）幕が中段まで占め、見送りに立体的な人形を用いた三次元的ジオラマ形式に細工した下地車が多い。泉大津から堺にかけては泥幕は腰下までとし、舞台床・見送り四方に擬宝珠勾欄（高欄）を張り巡らせ、見送りは平面的な三枚板を用いた上地車が多くなる。上地車と下地車では屋根の細工も相違し、破風の形態の他、上地車には飾目（鬼板または鬼熊　瓦屋根の鬼瓦に相当）に獅子噛み・武者などの彫り物が取り付けられている。大和川を越えて摂津（大阪市内・北摂）、中河内地区では上地車でも後方の舵梃子がなくなり、向きを変える際には四方に取り付けられた担い棒（かたせ）と呼ばれる丸太、または角材に肩を入れて押しながら旋回する。西宮を超え芦屋から神戸にかけては泥幕下部台木の外側にコマ（車輪）が取り付けられる例が多い。
地車が転売されるとその地域の伝統的な仕様に改修される場合が多いが、担い棒や梶梃子の取付け・取外し、内ゴマから外ゴマ程度の改造はされることはあっても、上地車から下地車、下地車から上地車の様に大改造されることはない。近年泉大津以北でも、新調・中古購入の際、岸和田型の下地車を採用する事例が増えている。特に堺市内では岸和田型の下地車への転換が著しく、堺では最初に鳳地区が典型的な下地車を取り入れた。現在同地区では上・下双方の地車が混在し、上地車でも三枚板のものは残存しない。堺・八田荘地区では既に全ての地車が、津久野地区でも殆どが下地車に置き換わっている。
地車とは呼ばれないものの泉佐野以南（泉南郡田尻町吉見以南）では、二段の屋根を持ちながらもコマがない担ぎだんじり、コマが二輪のやぐらが見られる。

### 下地車

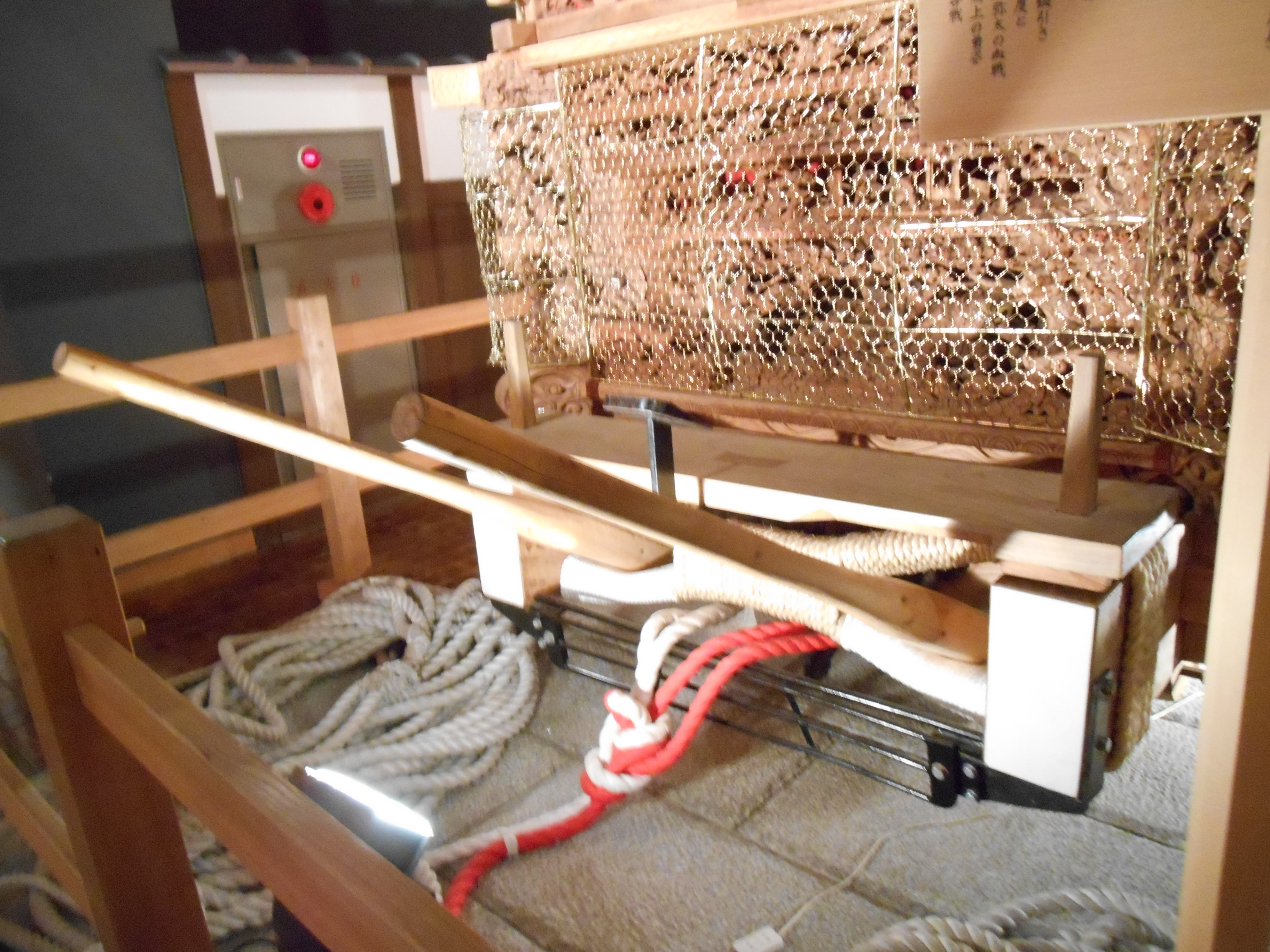
下だんじりが遣り廻しをする際にこの前梃子（突き出た棒状のもの）を操作してだんじりが曲がるきっかけを作る。

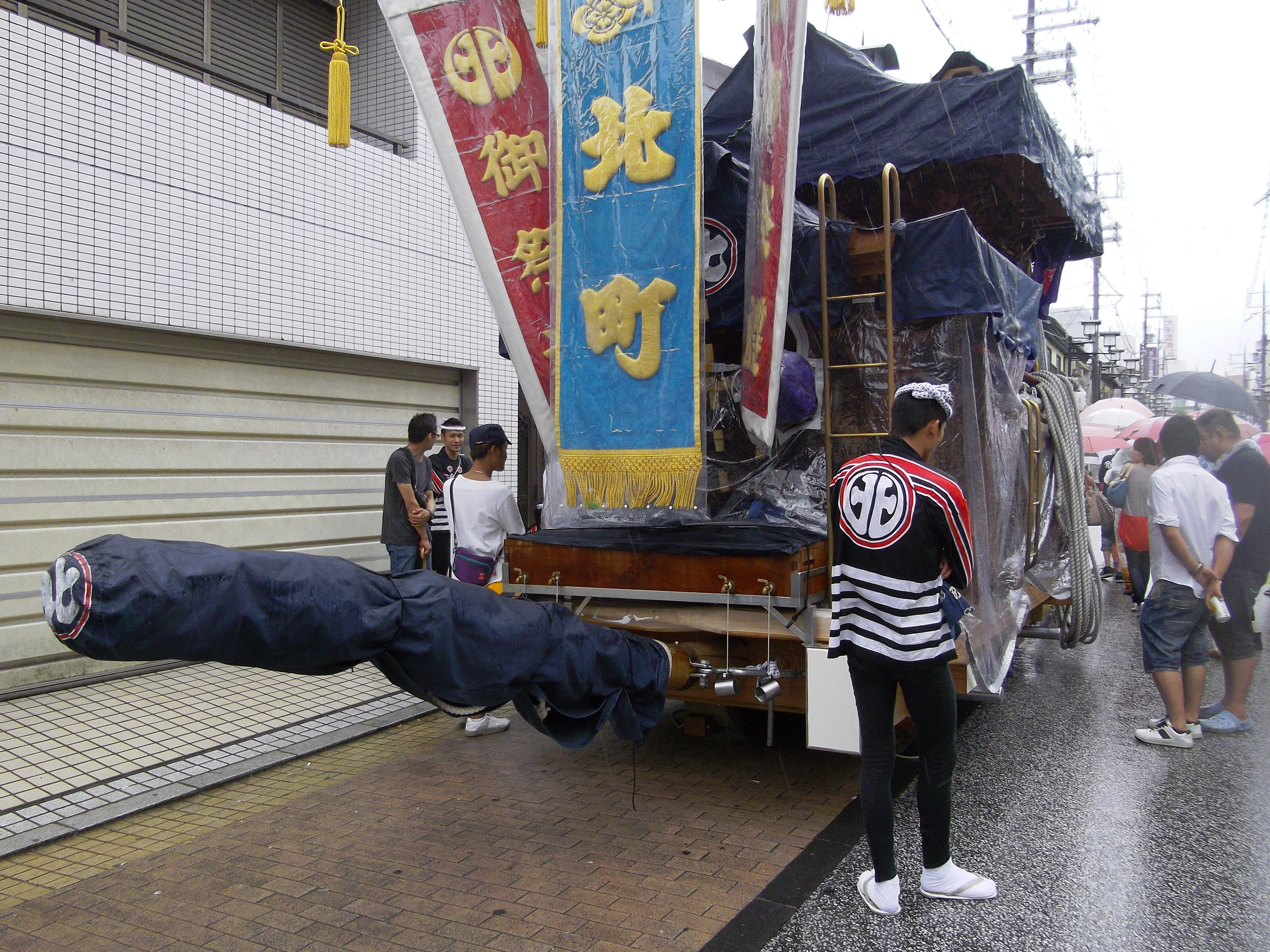
下だんじりが遣り廻しをする際にこの後梃子とそれに結びつくドンスと呼ばれる綱を使い操舵する。

岸和田型とも呼ばれる。大阪府の泉州地域、なかでも泉南地域にこの型の地車が多い。大屋根を支える柱が筒柱と舞台柱の二重構造になっているのが特徴で、岸和田城内や紀州街道が通る町曲輪・外曲輪の出入口（現在S字と呼ばれている箇所など）に設けられていた城門を潜る必要から、屋根を上げ下げできる細工を柱に施したことに起因する。腰廻りや屋根廻りに奥行きがあり、精緻な彫刻で埋め尽くされている。上地車と比べると大きく重く、曲がり角を走りながら曲がっていく「やりまわし」時の安定度は高い。新調には1億円以上要する。また、前輪から前へ伸びる前梃子や、後部についているやりまわしや方向転換に使用する後梃子も特徴的である。屋根の鬼板にはたいてい氏神社の神紋が施され、鳥衾がついており、ほとんどが3本である。なかには上地車の特徴でもある獅子の彫刻を施した鬼板もある。
大きいものでは高さが4m近いものもあり、重さも5tにもなる。なお、やりまわしは泉州地方のだんじり祭りではどこでも見ることができ、最近では堺などでも上だんじりに代わりこの岸和田型のだんじりが主流となりつつある。
遠く離れた大阪市鶴見区の諸口地区、東大阪市の六郷地区に下地車を持つところが有り、特に六郷地区では泉州地域模倣のやりまわしや鳴り物で曳行される地区も現れている。

### 上地車
泉州地域以外の地車のほとんどは上地車である。泉州地域でも泉北地域では上地車が見られる。地域によりその形態に特徴があり、住吉型（大佐だんじり）・堺型・大阪型・石川型（仁輪加だんじり）・北河内型・大和型・神戸型・尼崎型・舟型・社殿型・宝塚型というように多種多様な型が存在する。屋根の鬼板にはたいてい獅噛や鬼熊と呼ばれる大きな獅子の彫刻が施されている。獅噛ではなく飾目（しかめ）と呼ばれるものや、鳥衾がついている上地車もあるが1本が多い。重量は比較的軽く、上り坂でも進むことができる。一部地域では地車に発電機をのせて大きな電力を確保し、派手なネオンや照明付きの提灯を多数装備することもある。
下地車にある前梃子は無く、周りを「担い棒」又は「張采棒」と呼ばれる木の梁で囲っているのが特徴。この担い棒があるため、「連合曳き」と呼ばれるパレードの際に、地車を担ぎ上げて「ウィリー」させることができる。これを「差し上げ」と言い、これは上地車を使う、河内地域のほとんどの地域で行われている。そのほか、横に揺らす「横しゃくり」や、梃子の原理を用いて「地車(ダンジリ)」を前後に揺らす「縦しゃくり」を行ったり、前後に走らせたりする。これらの曲芸的な技は南河内、堺市の一部などで行われている。とくに南河内で主に使われている「石川型」は重心が高い独特の形態をしているため、これらの技をやりやすいとされている。そのほかにも近年では差し上げの状態からさらに後輪の片方を持ち上げ「一輪立ち」などを行う地区もある。これらの方法でだんじりを曳き回して演技を披露することを「しこり」又は「でんでん」、「追うた、追うた(おうた、おうた)」などと言う。河内長野市や富田林市の一部では、交差点などで地車の後輪を浮かせ、そのままの状態で地車を左右に勢いよく回す「ぶん回し」という高速回転が見物となっている。また、ぶん回しを行う地区の多くは古来から堺とのつながりが深い地域に多く、住吉型（大佐だんじり）や堺型地車を使用している事が多い。なお、これらの行為は地車の彫刻の破損、地車本体の損傷、人身事故等を引き起こすことも少なくない。
泉大津市の大津地区（通称：濱八町）では、互いのだんじりをぶつけ合う「かちあい（かっちゃい）」が名物となっている。
兵庫県南東部の一部地域では、だんじりの前輪を上げ、互いの担い棒（片棒）を乗せあい勝負を決める「山合わせ」が見物となっている。
上だんじりに彫り物の一部など下だんじりの特徴を足した折衷型も近年では良く見られる。

## 地車囃子
地車囃子（だんじり［だんぢり］ばやし）には摂河泉三地域それぞれの味があり、様々に評価される。泉州地域では主に小太鼓・大太鼓・鉦・笛などを用いる。河内地域では主に大太鼓・小太鼓・鉦に加え、曳き唄のマイクも用いる（南河内地域に限る）。摂津地域では主に親太鼓・子太鼓・鉦（2丁で演ずる場は双盤といい 雄鉦・雌鉦となる。）などを用い、尼崎では釣り鐘型の半鐘を用いる地域もある。
大阪市北部には、戦争・戦乱等により焼失、地車への熱意の低下、あるいは資金的な問題等によって地車が消滅し、地車囃子のみ残存している地区がある。これらの地区にあたる（北）長柄・南長柄等では地車囃子が地車の曳行と独立して伝承されていき、平野郷地域、十三地域や東大阪地域などの一部には、長柄・南長柄地区の伝統的地車囃子を取り入れている講が少なくはない。
天満・長柄を起源とした大阪流地車囃子は郷土芸能としても発展し、天神囃子とも呼ばれるようになる。そして愛好会が結成され、イベント会場で囃子を披露するセミプロのパフォーマーも存在する。また、上方落語家の余芸として演奏されることもある。

## 地車踊り
摂津地域（大阪市内のみ）、河内地域の一部にみられるものである。

### 流派について
「ヒガシ」の流派を天満流、「キタ」の流派を長柄流という呼び方が、昨今では一般的である。実際、踊り以外でも、演奏にもかなりの違いあることは、各地車のホームページ等でも紹介されている。なかには、前者を主流派、後者を非主流派とする見方も存在するが、これはあまり支持できない。両派ともに、それぞれの伝統を守っている点を高く評価しておきたい。
ともに大阪市北区（長柄は旧大淀区）なのに、このような呼び方がまかり通っているのは、天満が大阪天満宮を指し、天満宮境内で演奏している講が、今福・蒲生地区（大阪市城東区）の人たちを中心に構成されていることに由来している。よって、大阪天満宮からみて今福・蒲生が東に位置しており同神社で奉納されているので「ヒガシ」が天満流、天満宮からみて長柄が北に位置するので「キタ」が長柄流と呼ばれてきたらしい。

#### ヒガシの龍踊り
「ヒガシ」地域は、龍踊りと呼ばれている。これが踊りの代名詞的なものになっているのは、大阪天満宮の天神祭（日本三大祭の一つ）のときに境内で奉納されているので、マスコミに露出する頻度が高く、こうして広まったからであろう。

#### キタの地車踊り
「キタ」地域は、普通に「地車踊り」といい、踊る際に手を突くことで、運をつくというゲンかつぎが基本型である。戦前からの型であるという。これを狸踊りと呼ぶのは、何かの勘違いから発生したものと考えられる。龍踊りが格段の扱いをうける以前の、1970年の大阪万博の前夜祭には、長柄流の地車踊りが毎日放送で放映された。

## 地車の歌
香川県の地車では土地ごとに違う「口説き」を歌いながら右へ、左へ肩を組み、飛びながらまわり八～十番くらいある口説きを社の前で歌い上げる。

## 手打ち
各地車囃子のホームページでも明らかなように、おもに河内地域・摂津中部以東の地域の地車・地車囃子では、地車を曳いているときや、囃子を奉納しているときに祝儀をいただくなどすると、「手打ち」をおこなう。これは一説によると生國魂神社が広めたものとされている。
地車のほとんどの手打ちは「大阪締め」と呼ばれる「『打ーちましょ』ドンドン、『も一つせ』ドンドン、『祝ぉて三度』ドドンがドン」とする。地車同士が陸（）や船ですれ違うときには、「『打ちまーひょ』ドンドン、『も一つせぇい』ドンドン、『よーいとさ』ドンすっトントン」とする。このように、一般向けと、地車用の手打ちが存在する。
また、「『打ーちましょう（『打ちまーひょ』とせず、最初を伸ばす） または『締ーめましょ』ドンドン、『も一つせぇい』ドンドン、『祝ぉて三度』ドドンがドン」ともされる。
上方落語協会の定席・天満天神繁昌亭のこけら落としであった2006年9月15日、天満宮境内にて、地車講と噺家（落語家）とが手打ちをおこなった。その際、噺家が「…（略）『祝ぉて三度』ドドンがドン」とやろうとしたのに対して、地車講は平然と「…（略）『よーいとさ』ドンすっトントン」と囃した。

## 掛け声
岸和田では、「ソーリャ、ソーリャ」と掛け声をかける。場面は、主にやりまわしの時である。
大阪府の山手地区の堺周辺では、「デンデコデーゴーデン、サーゴーデン、そーら、ヨーイヨイ」という掛け声が普通であった。しかし、近年岸和田だんじり祭が全国的に有名になり、さらに岸和田型の下だんじりが各地で導入されたこともあり、岸和田のように「ソーリャ、ソーリャ」の掛け声が普及している。ただ、場面は、やりまわしの時だけでなく、直線路を走るときにも使う。
大阪市城東地区では曳行中「アイ、サイ、サーイ」のような掛け声が普及している。

## 近畿各地のだんじり祭り一覧
- 岸和田だんじり祭り(海側と山側がある)
- 忠岡だんじり祭り
- 泉大津だんじり祭り
- 八田荘だんじり祭
- 深井だんじり祭り
- 陶器だんじり祭
- 高石だんじり祭
- 髙松だんじり祭り（河堀稲生神社）
- 津久野だんじり祭
- 鳳だんじり祭り
- 和泉だんじり祭
- 府中だんじり祭
- 南河内だんじり祭り
- 河内長野だんじり祭り
- 平野郷だんじり祭
- 城東だんじり祭り(大阪市城東区)
- 上神谷だんじり祭り
- 美福連合だんじり祭り
- 泉佐野だんじり祭
- 貝塚だんじり祭
- 熊取だんじり祭
- 出石だんじり祭
- 大東だんじり祭
- 四條畷だんじり祭
- 尼崎市貴布禰だんじり祭
- 宝塚だんじり祭
- 公智神社例祭
- 芦屋だんじりパレード
- 東灘だんじり祭り
  - 御影だんじり祭
  - 住吉だんじり祭り
  - 保久良神社例祭